# RTS zur CSRD
Mit dem RTS zur Richtlinie (EU) 2022/2464 (CSRD), Langname „Delegierte Verordnung (EU) 2023/2772 der Kommission vom 31. Juli 2023 zur Ergänzung der Richtlinie 2013/34/EU des Europäischen Parlaments und des Rates durch Standards für die Nachhaltigkeitsberichterstattung“, werden die Details der Nachhaltigkeitsberichtserstattung von Unternehmen der Europäischen Union geregelt.
Inhaltlich basiert dieser Rechtsakt auf den European Sustainability Reporting Standards (ESRS), mit deren Ausarbeitung die Europäische Kommission die European Financial Reporting Advisory Group (EFRAG) beauftragt hat.

## Historie
- Am 12. Mai 2021 hat die EU-Kommissarin für Finanzdienstleistungen, Finanzstabilität und die Kapitalmarktunion Mairead McGuinness in einem Brief die EFRAG beauftragt, Entwürfe für die ESRS zu entwickeln, um die Richtlinie (EU) 2022/2464 (CSRD) zu ergänzen[1].
- Im Sommer 2022 wurden erste Entwürfe im Rahmen einer bis Anfang August laufenden Konsultation veröffentlicht[2].
- Ende November 2022 wurden aktualisierte Entwürfe publiziert, in denen die vorgesehenen Offenlegungspflichten und Datenpunkte gegenüber den ersten Entwürfen erheblich reduziert wurden.
- Am 31. Juli 2023 hat die Europäische Kommission die ESRS angenommen[3].
- Der Entwurfstext der delegierten Verordnung ist bereits jetzt in allen Amtssprachen der EU abrufbar ist[4]:
„Delegierte Verordnung … der Kommission zur Ergänzung der Richtlinie 2013/34/EU des Europäischen Parlaments und des Rates durch Standards für die Nachhaltigkeitsberichterstattung“
- Gemäß EU-Rechtsportal EUR-Lex war der 30. September 2023 als Ende der Einspruchsfrist[5] vorgesehen, so dass im 4. Quartal 2023 mit der Veröffentlichung zu rechnen war.
- Am 22. Dezember 2023 wurde die Verordnung im Amtsblatt der EU veröffentlicht. Sie tritt am 1. Januar 2024 in Kraft.

## Aufbau
Der Entwurf der Verordnung besteht aus 3 Dokumenten:
- Der Rechtsakt[6] selbst (14 Seiten)
- Anhang 1[7] mit den 12 Einzel-ESRS (282 Seiten)
- Anhang 2[8] mit Abkürzungsverzeichnis (4 Seiten) und Glossar (37 Seiten)

Die finale Version besteht nur noch aus einem Dokument mit 284 Seiten:
- Der Rechtsakt selbst nimmt nur 2 Seiten ein, davon eine Seite mit den Erwägungsgründen und eine Seite mit zwei Artikeln.
- Es folgt der Anhang 1 (mit 252 Seiten), der die 12 ESRS enthält.
- Abschließend folgt der Anhang 2 (mit 30 Seiten) mit Abkürzungsverzeichnis und Glossar